# تمارض (فیلم)
تمارض فیلمی به نویسندگی و کارگردانی عبد آبست و تهیه‌کنندگی مریم شفیعی محصول سال ۱۳۹۵ است.

## داستان
سه جوان به منزل یک پیرمرد می‌روند...

## بازیگران
- عبد آبست
- وحید راد
- مجید یوسفی
- دانیال خجسته
- شهرزاد سیفی
- اصغر پیران
- جواد پورحیدری
- جواد پولادی
- علیرضا ساوه درودی
- ایمان بسیم
- حنانه شاهرخی
- حسن جعفری
- مجید یوسفی
- حسین جعفری